# مسجد سبهسالار
مسجد سبهسالار (بالفارسية: مسجد سپهسالار) هو مسجد تاريخي يعود إلى عصر القاجاريين، ويقع في طهران.

## معرض الصور

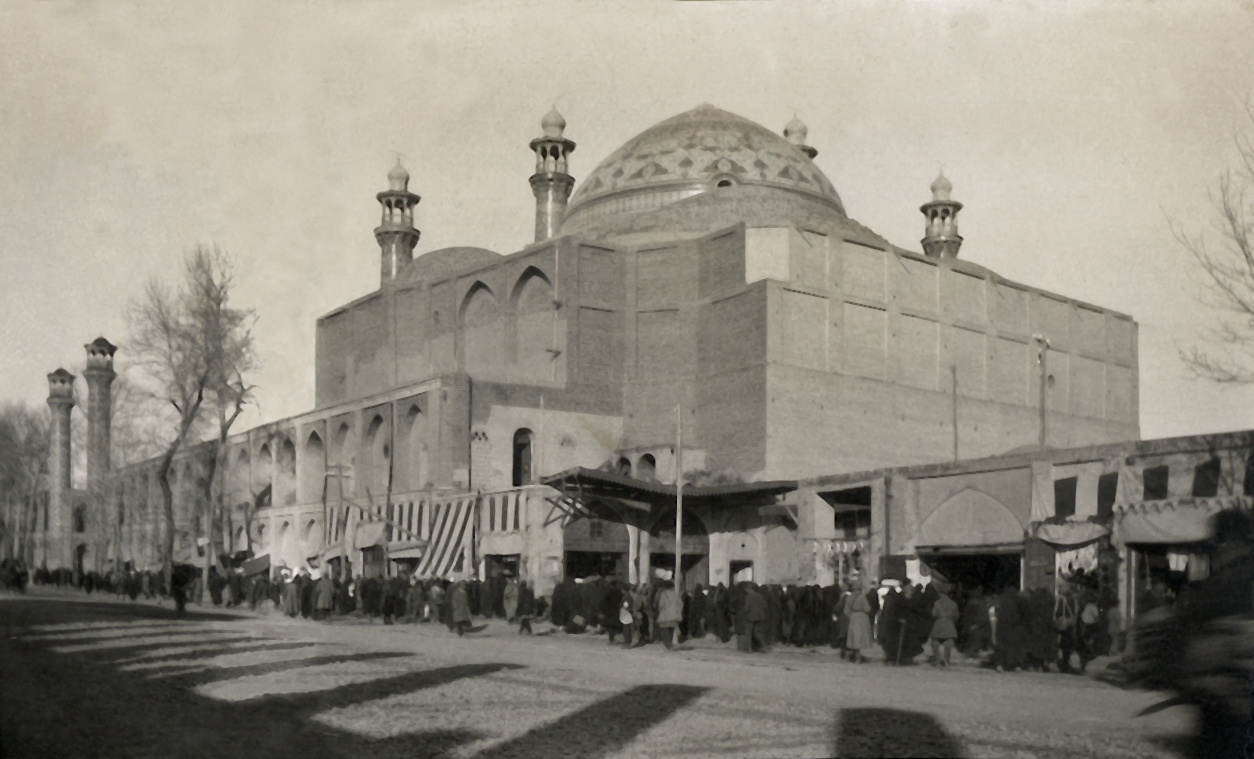
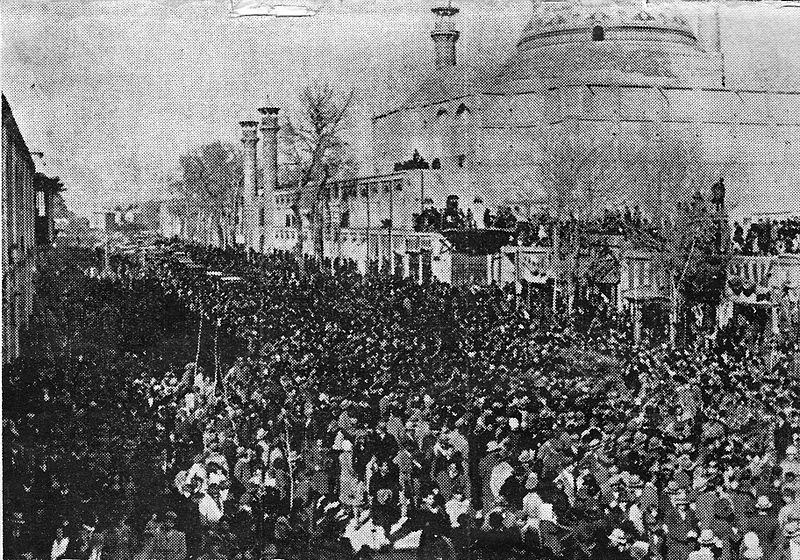
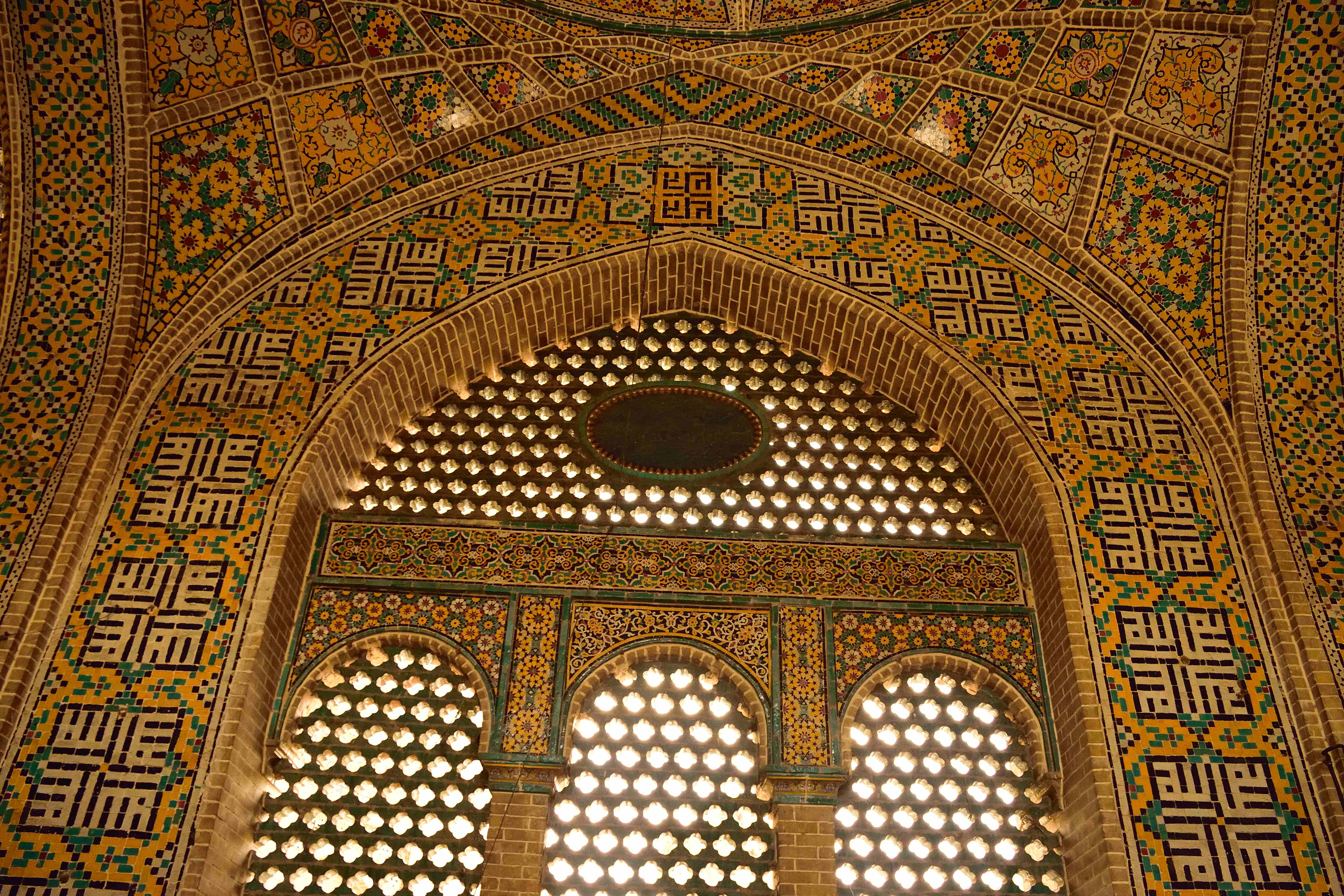